# リスグラシュー
リスグラシュー（欧字名:Lys Gracieux 香:雍容白荷、2014年1月18日 - ）は、日本の競走馬・繁殖牝馬。
早い時期から活躍したが、古馬となってから4つのGI競走を制覇した。2019年にダミアン・レーンとのコンビで宝塚記念を制すると、オーストラリアのコックスプレートでも優勝。同年の有馬記念ではアーモンドアイらを完封する圧勝を見せ、牝馬初の春秋グランプリ制覇を達成した。馬名は母名より連想し、フランス語で「優美な百合」を意味する「lys gracieux」より。2019年のJRA賞年度代表馬、2018年・2019年のJRA賞最優秀4歳以上牝馬。

## 経歴

### デビュー前
2014年1月18日、北海道安平町のノーザンファームで誕生。母・リリサイドは現役時代にフランスでリステッド競走を3勝を挙げている。2010年7月28日には馬主がAnthony Fordeから吉田勝己名義に変更され、引退後はノーザンファームで繁殖入りした。繁殖入り後はゼンノロブロイ産駒のプルメリアスター、ダイワメジャー産駒のレイリオンと2頭の牝馬を産んでおり、リスグラシューはその3番仔にあたる。
半姉2頭と同じくキャロットクラブの募集馬となり、募集額は総額3000万円（1口7万5000円×400口）だった。育成はノーザンファーム早来の野崎孝仁厩舎で行われたが、坂路コースに入り始めた時期から神経質な一面を見せるようになり、一時期は飼い葉食いが落ちて馬体を減らすようになったことで、リフレッシュのために一旦調教ペースが落とされた。その効果は2歳の春頃になって現れ、強い調教を行なっても馬体が減らなくなり、精神面も安定してきた。
2016年5月に開催されたノーザンホースパークマラソンではリスグラシューの一口馬主権が女子優勝者に景品として贈呈された。

### 2歳（2016年）
8月27日に新潟競馬場芝1600mで行われたメイクデビュー新潟でデビューする。鞍上には中谷雄太を迎え、レースでは1番人気に支持された。外枠からまずまずのスタートを切ると後方待機策をとり、直線入り口でややまくり気味に進出を開始し前を追うも、先に抜け出したルートディレクトリをクビ差捉えきれずの2着となった。
続いて9月10日阪神競馬場芝1800mでの未勝利戦に出走。スタートは好発を決めるとそのまま先団に取りつき、4番手から鋭く伸びて後続を4馬身差封じる圧勝劇を見せた。勝ち時計は1分46秒2で、当時の同コースの2歳レコードをマークする快勝であった。
3戦目での重賞初挑戦となった10月29日のアルテミスステークス（GIII）では武豊に乗り替わり、未勝利戦でのパフォーマンスの高さからディープインパクト産駒の良血馬フローレスマジックらを抑えて単勝1番人気に推された。レースでは中団の外目に位置取り、直線に向くと早めに追い出し先頭に立ち、ゴール前猛追したフローレスマジックを半馬身差抑えて優勝、重賞初制覇を飾った。
2連勝で重賞を制覇して勢いに乗ると、12月11日にGI初挑戦となる阪神ジュベナイルフィリーズに出走、武が香港国際競走騎乗で不在のため戸崎圭太を鞍上に迎え、人気は2連勝で混合オープン特別を制したフランケル産駒のソウルスターリングに次ぐ2番人気に推された。大外枠の18番ゲートからのスタートとなったが、通常最後にゲート入りするところを「ゲートへの寄りがよくない」ということで中途半端なタイミングで枠入りをさせられたことで待たされてしまい、これが影響し1馬身程出遅れてのスタートとなった。直線では出走馬中最速の上がりを使って追い込むも、ロスが響き内からスムーズに抜け出したソウルスターリングを捉えきれず1馬身1/4差の2着に敗れた。

### 3歳（2017年）
3歳初戦となった3月4日のチューリップ賞 （GIII）では再び武が騎乗、前走に続きソウルスターリングとの2強対決とみられ、2頭の馬連は1.6倍をつけた。このレースでは内枠からの発走となり、大きく出遅れることもなくまずまずのスタートを見せ、道中はソウルスターリングから4、5馬身の位置につけた。しかし直線ではソウルスターリングが早め先頭から悠々と押し切り完敗、後方にいたミスパンテールにも交わされ3着となった。
20年ぶりに良馬場以外での開催となった次走の桜花賞 （GI）では、2連敗を喫したソウルスターリングに人気の面で大きく離され、キャリアで初めて3番人気以下となった。レースではチューリップ賞とほぼ同じ中団の前目の位置につけ、ソウルスターリングをマークするように運んだ。4コーナーを回りきったあたりでややエンジンのかかりの鈍さを見せて馬群に沈みかけたが、最後ゴール前はよく伸び、優勝したレーヌミノルこそ捉えきれなかったがソウルスターリングには初めて先着しGI競走連続2着となった。

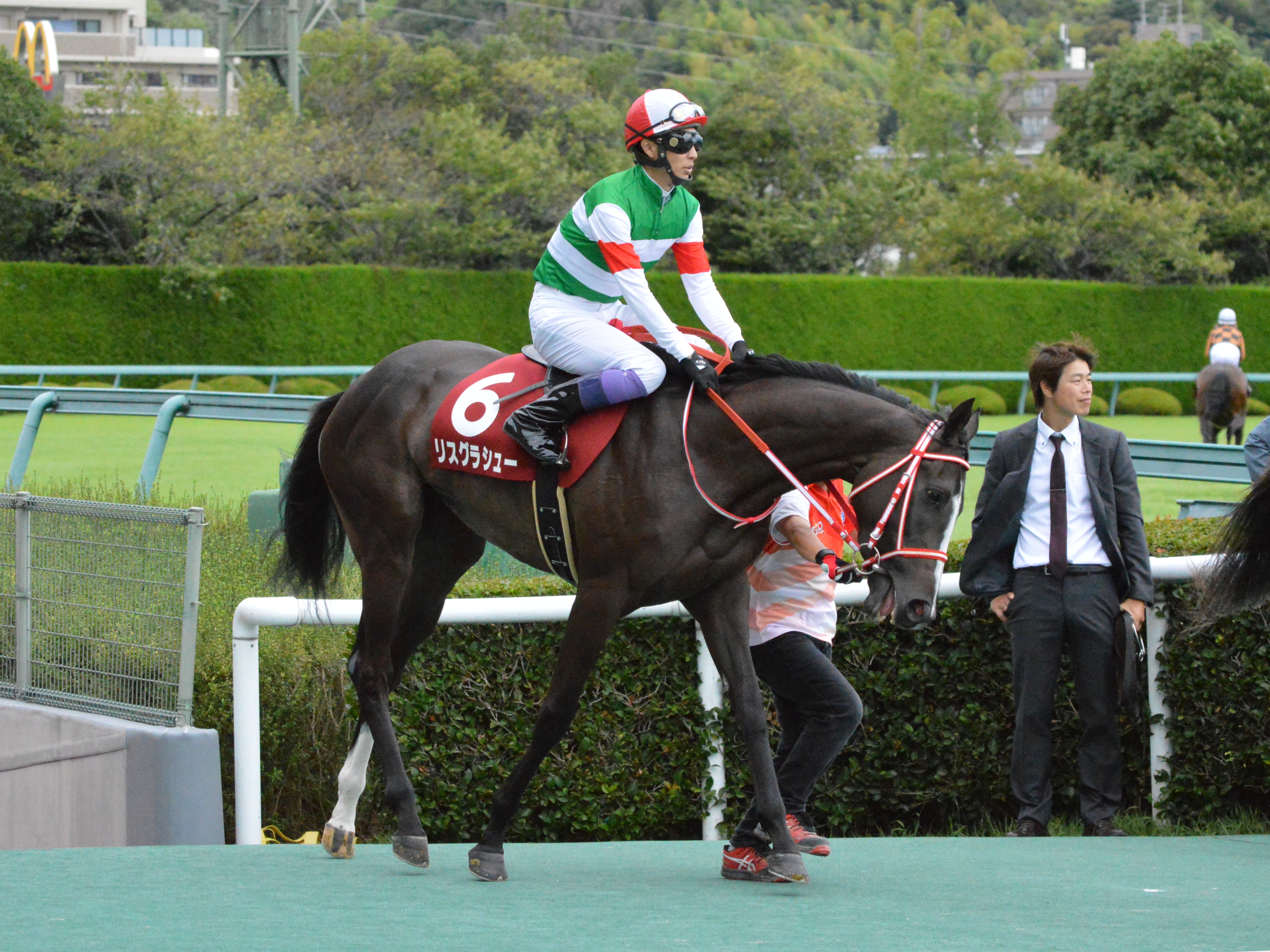
2017年 ローズステークスにて

続く優駿牝馬 （オークス, GI）では、スタートでやや出負けして後方からのレースとなった。そのまま直線を向くと馬群の中を突く形となり、左右から他馬に挟まれるなど厳しい競馬を強いられ初めて馬券圏内を外した。しかしながら最後は伸びて5着と辛うじて掲示板は確保した。約4ヶ月の休養を経て臨んだローズS （GII）では逃げたカワキタエンカ （2着）を交わせず、さらに3 - 4コーナーでほぼ同じ位置にいたラビットラン （1着）に上り3ハロンのタイムで0.2秒劣り3着となったが、規定により秋華賞への優先出走権を確保。
その後は秋華賞（GI）に出走。スタートでわずかに出遅れて中団に位置した。4コーナーで外から進出し、先に抜け出したモズカッチャンを追い上げたものの、ゴール前でディアドラに交わされ2着に敗れた。次走のエリザベス女王杯（GI）は、負傷して騎乗を自粛していた武から福永祐一に乗り替わりとなった。中団の後ろから競馬を進め、最後の直線ではメンバー中1位タイの上がりで追い込んだが、前半1000mが62秒0のスローペースとなったため前に届かず、初めて掲示板を外す8着に終わった。年内最終戦は有馬記念を予定していたが回避し、この年を終える。

### 4歳（2018年）
4歳初戦は牡馬混合戦である東京新聞杯（GIII）を選択し、3番人気に推された。スタートから8、9番手の位置に付けると直線では馬群を割って抜け出し、後続を振り切って優勝。2歳時のアルテミスステークス以来となる重賞2勝目を飾った。この勝利もあって、次走の阪神牝馬ステークス（GII)ではソウルスターリングとアドマイヤリードのGI馬2頭を抑え1番人気に支持された。好スタートから中団に位置を取ったが、逃げたミスパンテールが前半600m37秒2のスローペースに持ち込んだため直線で前との差を詰め切れず、同馬とタイム差無しの3着に敗れた。
続くヴィクトリアマイル（GI）では、混戦模様の中で4.3倍の1番人気に推された。雨でのレースの中、後方から中団を追走して最後の直線では外から追い込んだものの、前目で競馬を進めていたジュールポレールを捉えられずハナ差で敗れ、4度目のGI2着となった。その後は初の牡馬混合GIとなる安田記念（GI）に出走、後方4番手から4コーナーで位置を押し上げていったが最後は伸びを欠き8着に終わった。
4か月の休養を挟み、府中牝馬ステークス（GII）に出走。前走の安田記念から12キログラムの馬体重が増加し、420キロの2歳時から大きく成長していた。ジョアン・モレイラが騎乗予定だったが騎乗停止処分を受けていたためミルコ・デムーロに乗り替わり、前走クイーンステークスを勝利したディアドラに次ぐ2番人気の支持を受けた。カワキタエンカが大逃げを打つ展開の中で最後方から中団まで上がって行き、上がり3ハロン32秒6の追い込みで一旦は先頭に立ったが、本馬を上回る末脚（3ハロン32秒3）を使ったディアドラにゴール寸前で交わされて2着となった。
次走のエリザベス女王杯（GI）ではジョアン・モレイラを鞍上に迎えて出走。前年覇者モズカッチャン、紫苑ステークスで3馬身差の圧勝を飾ったノームコアに次ぐ3番人気に推された。レースでは先手を取った前年の2着馬クロコスミアが1000m通過1分1秒4というスローペースで引っ張る展開を中団から追走。直線に入るとクロコスミア鞍上の岩田康誠が前にいる自分達に有利な流れに持ち込もうと逃げ込みを図り、クロコスミアとの差を各馬が詰められない中、リスグラシューは上がり3ハロンで出走馬中唯一の33秒台となる33秒8の末脚を見せて猛追し、ゴール前で先頭に並びかけると最後はクビ差振り切って優勝。8度目の挑戦で悲願のGI制覇を達成した。また、鞍上のモレイラにとってもJRAのGIは初制覇となった。
その後はクロコスミアと共に香港ヴァーズ（G1）に出走。サンクルー大賞勝ち馬ヴァルトガイストや愛ダービー馬ラトローブなどの強豪が揃う中で、現地のオッズでは4番人気、JRA内では2番人気に推された。先手を取ったクロコスミアが1600m1分39秒台のスローペースで逃げる展開の中で後方に位置を取り、直線では大外から伸びて残り200mで先頭に並びかけたが、内で粘るエグザルタントに差し返されて2着に敗れた。
この年は全7走中6走で馬券圏内に入り、GIも4戦1勝2着2回と安定した成績を収め、記者投票では276票中265票を集めてJRA賞最優秀4歳以上牝馬に選出された。

### 5歳（2019年）
5歳初戦は金鯱賞（GII）に鞍上アンドレアシュ・シュタルケで出走し、そこから香港のクイーンエリザベス2世カップ（G1）に挑戦するプランが発表された。迎えた金鯱賞にはダノンプレミアムやアルアインなど本馬を含めてGI馬5頭、更にそれらの有力馬を抑えて1番人気に推された4連勝中のエアウィンザーなどが揃い、単勝オッズは5番人気に留まった。レースはゲートの中でバランスを崩した影響で2馬身ほど出遅れて後方からのスタートとなり、1コーナーで中団まで位置を上げる展開となったが、道中はエアウインザーと並ぶ形で先団を追走し、直線では勝ったダノンプレミアムと並ぶメンバー中1位タイの上がりで追い込んで2着に入った。
その後はオイシン・マーフィーを鞍上に迎え、ディアドラ、ウインブライトと共にクイーンエリザベス2世カップに出走。JRA内のオッズでは、前年の香港ヴァーズ優勝後にセンテナリーヴァーズ（香港G3）、香港ゴールドカップを連勝していたエグザルタントに次ぐ2番人気に支持された。レースでは前半1000m59秒台のハイペースで流れる展開の中で中団から競馬を進め、直線ではエグザルタントと並ぶ形で外から追い込んだが、内から抜け出したウインブライトとの差を詰められず、更にエグザルタントにゴール手前で交わされ3着。優勝したウインブライトの勝ちタイムは沙田芝2000メートルでは初の1分58秒台となる1分58秒81のレコードであり、鞍上のマーフィーは「今日は勝ち馬が強かったですね」と振り返った。

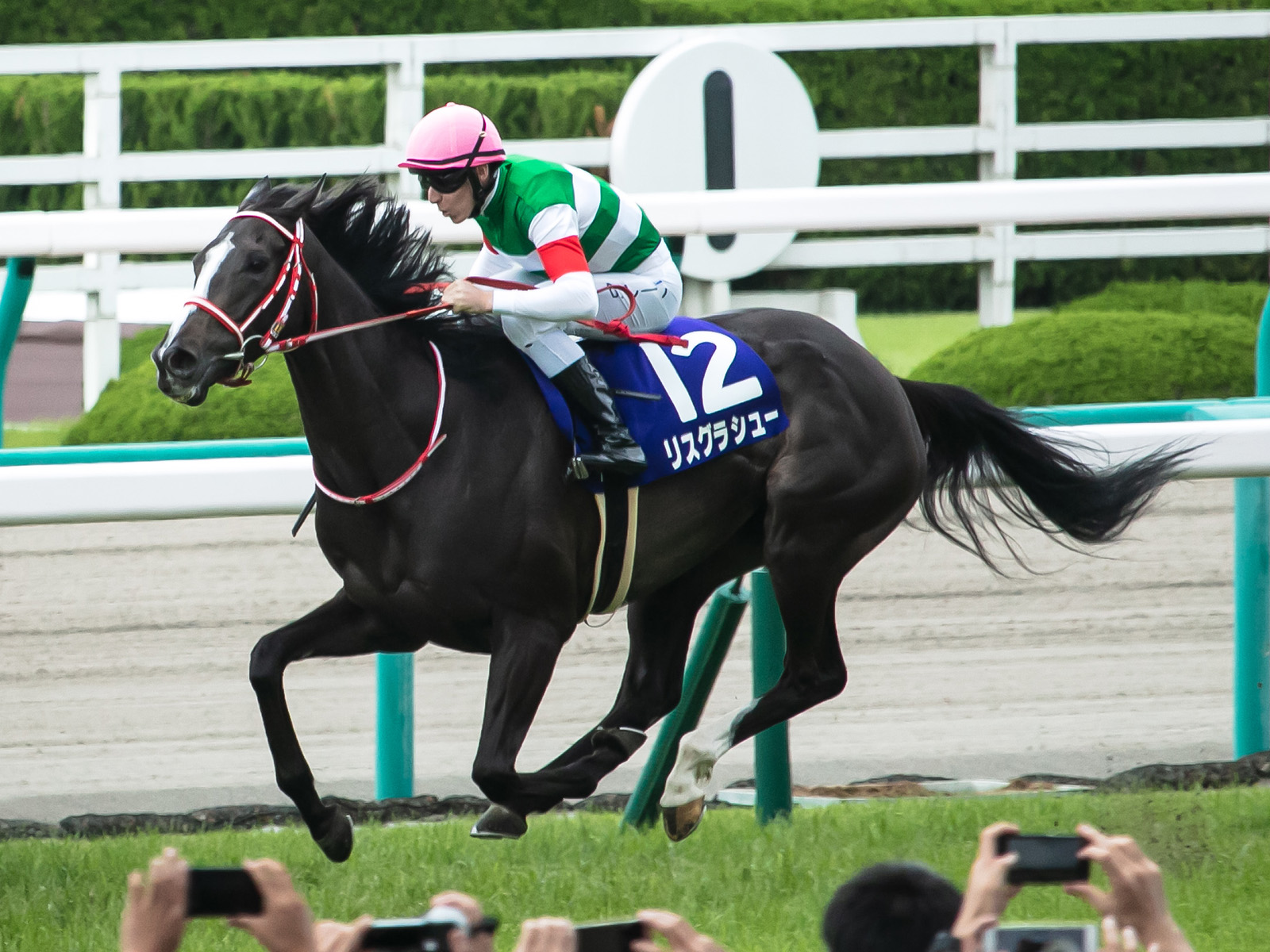
第60回宝塚記念
（2019年6月24日、阪神競馬場）

続いてダミアン・レーン騎手に乗り替わり、宝塚記念（GI）に出走。ファン投票は9位であった。出走12頭の内、レイデオロやアルアインなどGI優勝馬が6頭。また牡馬が11頭で、牝馬はリスグラシューのみと紅一点であった。大阪杯2着から臨むキセキが3.6倍の1番人気の支持される中、5.4倍の3番人気となった。
「末脚を活かす競馬をしたい」とレース前に語っていた。しかし発走すると、逃げるキセキに次ぐ2番手で進むこととなった。
前半1000メートルを1分ちょうど通過し、ミドルペースという展開となった。直線ではキセキを交わし、迫るスワーヴリチャードも突き放して、2着のキセキに3馬身の着差をつけて1着入線。GI2勝目、2016年のマリアライト以来4頭目となる牝馬の宝塚記念制覇を果たした。また、勝ちタイムの2分10秒8は阪神競馬場の芝2200mで行われた宝塚記念では史上2番目に速いタイムであり、調教師の矢作芳人にとって管理馬初の宝塚記念出走で勝利を飾った。レーンにとってはJRA短期騎手免許期間中最後のレースでJRA-GI2勝目を果たした。（競走に関する詳細は第60回宝塚記念を参照。）
2019年から宝塚記念の優勝馬にはオーストラリアのムーニーバレー競馬場で行われるコックスプレート（G1）への優先出走権及び優勝時のボーナス（優勝賞金300万豪ドル+ボーナス200万豪ドル）が付与されることになり、陣営は出走を検討していたが、4月に香港遠征を行ったため香港とオーストラリアの検疫規定により出走が不可能になり、一時はオールカマーからの始動が発表されていた。しかしその後、オーストラリア農務省など関係者の尽力により検疫規定が改定されて遠征が可能になり、正式にコックスプレート参戦が決定した。
再び鞍上ダミアン・レーンで迎えたコックスプレートでは現地からも本命視され、ブックメーカーでは各社とも1番人気とし、JRA馬券発売では単勝オッズ1.7倍の圧倒的支持を受けての出走となった。外枠からの発走となったレースでは後方3番手に位置を取り、最終コーナーで外を回して位置を押し上げると、同競馬場の173mの直線で先頭を差し切り、最後は2着に1馬身半差を付けて優勝。G1競走3勝目を海外G1制覇で飾るとともに、前週にコーフィールドカップを制したメールドグラースに続く日本馬2週連続のオーストラリアG1制覇を成し遂げた。レース後、矢作調教師は「強かったですね。もちろん勝負にはなると思っての挑戦でしたけど、こちらの考えていた以上に強かった。リスグラシュー自身が私の考えている以上に素晴らしい馬になっていたという感じです」とコメントした。
11月16日、矢作調教師から次走は第64回有馬記念となること、そしてこれが引退レースになることが発表された 。また、鞍上はコックスプレートに引き続きレーンが務めることに決まった。レーンはこの年の宝塚記念の後に2か月間の短期免許交付期間を終えており、「臨時試験の実施基準」の中にある「同一馬で本会GI競走を2勝以上」という条件にもあたらなかったが、矢作調教師の働きかけにより、JRAにおいて馬券を発売したコックスプレートを本会G1競走と同等にみなし、有馬記念が行われる12月22日のみ1日限定の免許交付が認められたものである。
迎えた有馬記念ではアーモンドアイらGI馬が11頭出走する近年まれに見る豪華メンバーが集まった中、単勝2番人気に支持された。矢作調教師はレース前「アーモンドアイとの対決はホースマン冥利に尽きる」と語り、通常なら単走で追い切るところを「悔いを残したくない」と1週前同様の坂路併せ一杯で臨戦態勢を整える。そうして充分な負荷をかけてもなお当日の馬体重は過去最高の468kgとパンプアップした姿を披露した。レースではアエロリットが作った1000m通過58秒5というハイペースの中、中団内で待機し、4コーナーに向かって各馬がペースを上げた際にも馬なりのまま内を回って最後の直線を迎える。その直線では横に向かって走るかのように大外へと持ち出し、充分な進路を確保した後は上がり最速となる3ハロン34秒7の末脚を繰り出して残り200m地点で先頭に立つと、2着のサートゥルナーリアを5馬身差突き放す圧勝で有終の美を飾った。この勝利で国内外GI競走3連勝、加えて2009年のドリームジャーニー以来史上10頭目となる同一年の宝塚記念と有馬記念優勝を達成、これは牝馬としては初の達成となった。矢作調教師にとって今回のレースは宝塚記念と同じく管理馬初の有馬記念出走となったが、こちらも優勝で飾る結果となった。レース後、矢作調教師はこのレースで引退する本馬を「もったいないねえ。でも、本当に感謝しかありません。今日は馬がさらに進化してくれて…。史上まれに見る名牝です」と労った。鞍上のレーン騎手は「宝塚記念、コックスプレートと騎乗しましたが、『さらに良くなってるぞ』と矢作先生に聞いて、自信たっぷりに騎乗しました」とコメントし、引退レースになることについては「本当に残念な話。非常に残念です。すばらしいGI馬で（有馬記念に）参加できてうれしいです」と述べた。
2019年度JRA賞の受賞馬選考委員会では、274票中271票を得てJRA賞年度代表馬・最優秀4歳以上牝馬に選出された。また、1月23日に発表された2019年度ワールドベストレースホースランキングでは有馬記念の勝利が126ポンドと評価され、日本調教馬のトップ並びに世界第5位タイとなった。これは日本の牝馬のレーティングとしては2018年にアーモンドアイが獲得した124を超える歴代最高値であり、負担重量による減算4ポンドを考慮すればエルコンドルパサー（134）に次ぎジャスタウェイ（130）と並ぶ日本調教馬歴代2位タイ、国内GIとしては史上最高値となる。

## 競走成績
出典なき場合、以下の内容はnetkeiba.comの情報に基づく。
| 競走日     | 競馬場         | 競走名             | 格   | 距離（馬場）  | 頭 数 | 枠 番 | 馬 番 | オッズ （人気） | 着順 | タイム （上がり3F） | 着差  | 騎手         | 斤量 [kg] | 1着馬（2着馬）         | 馬体重 [kg] | 出典   |
| ---------- | -------------- | ------------------ | ---- | ------------- | ----- | ----- | ----- | --------------- | ---- | ------------------- | ----- | ------------ | --------- | ---------------------- | ----------- | ------ |
| 2016.08.27 | 新潟           | 2歳新馬            |      | 芝1600m（良） | 18    | 7     | 13    | 003.40（1人）   | 02着 | R1:37.0（33.0）     | -0.0  | 中谷雄太     | 54        | ルートディレクトリ     | 432         |        |
| 0000.09.10 | 阪神           | 2歳未勝利          |      | 芝1800m（良） | 18    | 3     | 5     | 004.40（2人）   | 01着 | R1:46.2（34.4）     | -0.7  | 中谷雄太     | 54        | （ガンサリュート）     | 432         |        |
| 0000.10.29 | 東京           | アルテミスS        | GIII | 芝1600m（良） | 18    | 8     | 16    | 002.40（1人）   | 01着 | R1:35.5（33.5）     | -0.1  | 武豊         | 54        | （フローレスマジック） | 428         |        |
| 0000.12.11 | 阪神           | 阪神JF             | GI   | 芝1600m（良） | 18    | 8     | 18    | 003.00（2人）   | 02着 | R1:34.2（34.5）     | -0.2  | 戸崎圭太     | 54        | ソウルスターリング     | 434         |        |
| 2017.03.04 | 阪神           | チューリップ賞     | GIII | 芝1600m（良） | 12    | 3     | 3     | 002.70（2人）   | 03着 | R1:33.6（33.9）     | -0.4  | 武豊         | 54        | ソウルスターリング     | 438         |        |
| 0000.04.09 | 阪神           | 桜花賞             | GI   | 芝1600m（稍） | 17    | 3     | 6     | 014.50（3人）   | 02着 | R1:34.6（35.3）     | -0.1  | 武豊         | 55        | レーヌミノル           | 436         |        |
| 0000.05.22 | 東京           | 優駿牝馬           | GI   | 芝2400m（良） | 18    | 7     | 14    | 005.90（3人）   | 05着 | R2:24.9（34.2）     | -0.8  | 武豊         | 55        | ソウルスターリング     | 432         |        |
| 0000.09.17 | 阪神           | ローズS            | GII  | 芝1800m（良） | 18    | 3     | 6     | 006.30（3人）   | 03着 | R1:45.8（33.7）     | -0.3  | 武豊         | 54        | ラビットラン           | 436         |        |
| 0000.10.15 | 京都           | 秋華賞             | GI   | 芝2000m（重） | 18    | 4     | 7     | 007.00（4人）   | 02着 | R2:00.4（36.2）     | -0.2  | 武豊         | 55        | ディアドラ             | 438         |        |
| 0000.11.12 | 京都           | エリザベス女王杯   | GI   | 芝2200m（良） | 18    | 3     | 6     | 015.00（7人）   | 08着 | R2:14.7（33.7）     | -0.4  | 福永祐一     | 54        | モズカッチャン         | 444         |        |
| 2018.02.04 | 東京           | 東京新聞杯         | GIII | 芝1600m（良） | 16    | 4     | 8     | 005.50（3人）   | 01着 | R1:34.1（33.6）     | -0.2  | 武豊         | 55        | （サトノアレス）       | 448         |        |
| 0000.04.07 | 阪神           | 阪神牝馬S          | GII  | 芝1600m（良） | 13    | 3     | 3     | 002.40（1人）   | 03着 | R1:34.8（33.3）     | -0.0  | 武豊         | 54        | ミスパンテール         | 452         |        |
| 0000.05.13 | 東京           | ヴィクトリアマイル | GI   | 芝1600m（稍） | 18    | 8     | 16    | 004.30（1人）   | 02着 | R1:32.3（32.9）     | -0.0  | 武豊         | 55        | ジュールポレール       | 450         |        |
| 0000.06.03 | 東京           | 安田記念           | GI   | 芝1600m（良） | 16    | 7     | 14    | 011.00（6人）   | 08着 | R1:32.1（34.2）     | -0.8  | 武豊         | 56        | モズアスコット         | 448         |        |
| 0000.10.13 | 東京           | 府中牝馬S          | GII  | 芝1800m（良） | 11    | 8     | 10    | 003.00（2人）   | 02着 | R1:44.7（32.6）     | -0.0  | M.デムーロ   | 54        | ディアドラ             | 460         |        |
| 0000.11.11 | 京都           | エリザベス女王杯   | GI   | 芝2200m（良） | 17    | 6     | 12    | 004.70（3人）   | 01着 | R2:13.1（33.8）     | -0.0  | J.モレイラ   | 56        | （クロコスミア）       | 462         |        |
| 0000.12.09 | 沙田           | 香港ヴァーズ       | G1   | 芝2400m（良） | 14    | 12    | 10    | 006.00（4人）   | 02着 | R2:26.39            | -0.03 | J.モレイラ   | 55.5      | Exultant               | 456         | [ 1 ]  |
| 2019.03.10 | 中京           | 金鯱賞             | GII  | 芝2000m（稍） | 13    | 7     | 11    | 008.70（5人）   | 02着 | R2:00.3（34.1）     | -0.2  | A.シュタルケ | 55        | ダノンプレミアム       | 458         |        |
| 0000.04.28 | 沙田           | QE2世C             | G1   | 芝2000m（良） | 13    | 4     | 12    | 004.50（2人）   | 03着 | R1:58.97            | -0.16 | O.マーフィー | 55.5      | Win Bright             | 458         | [ 1 ]  |
| 0000.06.23 | 阪神           | 宝塚記念           | GI   | 芝2200m（良） | 12    | 8     | 12    | 005.40（3人）   | 01着 | R2:10.8（35.2）     | -0.5  | D.レーン     | 56        | （キセキ）             | 460         |        |
| 0000.10.26 | ムーニーバレー | コックスプレート   | G1   | 芝2040m（稍） | 14    | 11    | 9     | 002.50（1人）   | 01着 | R2:04.21            |       | D.レーン     | 57        | （Castelvecchio）      | 計不        | [ 85 ] |
| 0000.12.22 | 中山           | 有馬記念           | GI   | 芝2500m（良） | 16    | 3     | 6     | 006.70（2人）   | 01着 | R2:30.5（34.7）     | -0.8  | D.レーン     | 55        | （サートゥルナーリア） | 468         |        |

- タイム欄のRはレコード勝ちを示す

## 繁殖入り後
年が明けた2020年1月19日に京都競馬場で引退式が行われ、1月22日付でJRAの競走馬登録を抹消。1月24日に生まれ故郷の北海道安平町のノーザンファームに戻り、繁殖牝馬となった。初年度の交配相手の候補にはレイデオロ、モーリス、ロードカナロアが挙げられたが、「初子は小さくなりがちなので馬格のある種牡馬を」（ノーザンファーム・中島文彦場長）ということで、モーリスと交配された。
2021年2月7日22時50分頃、ノーザンファームで初仔となるモーリスの牡馬を出産した。同馬はシュヴェルトリリエと命名され、母と同じ矢作芳人厩舎に入厩し、2023年9月のデビュー以降6戦したが勝利を挙げる事はできず、2024年7月27日の新潟競馬第4競走・3歳未勝利戦で故障し競走を中止。右トモ第1趾骨粉砕骨折を発症しており、予後不良の診断が下った。
|       | 生年   | 馬名                     | 性 | 毛色   | 父                 | 馬主               | 厩舎             | 戦績   | 主な勝利競走 | 供用               | 出典   |
| ----- | ------ | ------------------------ | -- | ------ | ------------------ | ------------------ | ---------------- | ------ | ------------ | ------------------ | ------ |
| 初仔  | 2021年 | シュヴェルトリリエ       | 牡 | 鹿毛   | モーリス           | キャロットファーム | 矢作芳人（栗東） | 6戦0勝 |              | （抹消・予後不良） | [ 92 ] |
| 2番仔 | 2022年 | （リスグラシューの2022） | 牝 | 鹿毛   | ロードカナロア     |                    |                  |        |              | 未出走             | [ 93 ] |
| 3番仔 | 2023年 | ジリアート               | 牝 | 青鹿毛 | エピファネイア     | キャロットファーム | 矢作芳人（栗東） |        |              | （デビュー前）     | [ 94 ] |
| 4番仔 | 2024年 | （リスグラシューの2024） | 牝 | 鹿毛   | サートゥルナーリア |                    |                  |        |              | （デビュー前）     | [ 95 ] |

- 2025年4月11日現在

## 血統表
| リスグラシューの血統                       | リスグラシューの血統                                                | リスグラシューの血統                | （血統表の出典）                    | （血統表の出典） |
| 父系                                       | サンデーサイレンス系                                                | サンデーサイレンス系                | サンデーサイレンス系                | [ § 2 ]          |
| 父 ハーツクライ 2001 鹿毛 北海道千歳市     | 父の父*サンデーサイレンス Sunday Silence 1986 青鹿毛 アメリカ合衆国 | Halo                                | Hail to Reason                      | Hail to Reason   |
| 父 ハーツクライ 2001 鹿毛 北海道千歳市     | 父の父*サンデーサイレンス Sunday Silence 1986 青鹿毛 アメリカ合衆国 | Halo                                | Cosmah                              |                  |
| 父 ハーツクライ 2001 鹿毛 北海道千歳市     | 父の父*サンデーサイレンス Sunday Silence 1986 青鹿毛 アメリカ合衆国 | Wishing Well                        | Understanding                       | Understanding    |
| 父 ハーツクライ 2001 鹿毛 北海道千歳市     | 父の父*サンデーサイレンス Sunday Silence 1986 青鹿毛 アメリカ合衆国 | Wishing Well                        | Mountain Flower                     |                  |
| 父 ハーツクライ 2001 鹿毛 北海道千歳市     | 父の母アイリッシュダンス 1990 鹿毛 北海道千歳市                     | *トニービン                         | *カンパラ                           | *カンパラ        |
| 父 ハーツクライ 2001 鹿毛 北海道千歳市     | 父の母アイリッシュダンス 1990 鹿毛 北海道千歳市                     | *トニービン                         | Severn Bridge                       |                  |
| 父 ハーツクライ 2001 鹿毛 北海道千歳市     | 父の母アイリッシュダンス 1990 鹿毛 北海道千歳市                     | *ビューパーダンス                   | Lyphard                             | Lyphard          |
| 父 ハーツクライ 2001 鹿毛 北海道千歳市     | 父の母アイリッシュダンス 1990 鹿毛 北海道千歳市                     | *ビューパーダンス                   | My Bupers                           |                  |
| 母 *リリサイド Liliside 2007 鹿毛 フランス | 母の父American Post 2001 黒鹿毛 イギリス                            | Bering                              | Arctic Tern                         | Arctic Tern      |
| 母 *リリサイド Liliside 2007 鹿毛 フランス | 母の父American Post 2001 黒鹿毛 イギリス                            | Bering                              | Beaune                              |                  |
| 母 *リリサイド Liliside 2007 鹿毛 フランス | 母の父American Post 2001 黒鹿毛 イギリス                            | Wells Fargo                         | Sadler's Wells                      | Sadler's Wells   |
| 母 *リリサイド Liliside 2007 鹿毛 フランス | 母の父American Post 2001 黒鹿毛 イギリス                            | Wells Fargo                         | Cruising Height                     |                  |
| 母 *リリサイド Liliside 2007 鹿毛 フランス | 母の母Miller's Lily 1988 鹿毛 フランス                              | *ミラーズメイト                     | Mill Reef                           | Mill Reef        |
| 母 *リリサイド Liliside 2007 鹿毛 フランス | 母の母Miller's Lily 1988 鹿毛 フランス                              | *ミラーズメイト                     | Primatie                            |                  |
| 母 *リリサイド Liliside 2007 鹿毛 フランス | 母の母Miller's Lily 1988 鹿毛 フランス                              | Lymara                              | Lyphard                             | Lyphard          |
| 母 *リリサイド Liliside 2007 鹿毛 フランス | 母の母Miller's Lily 1988 鹿毛 フランス                              | Lymara                              | Maradadi                            |                  |
| 母系(F-No.)                                | (FN:1-l)                                                            | (FN:1-l)                            | (FN:1-l)                            | [ § 3 ]          |
| 5代内の近親交配                            | Lyphard 4×5･4 Northern Dancer 5×5･5                                 | Lyphard 4×5･4 Northern Dancer 5×5･5 | Lyphard 4×5･4 Northern Dancer 5×5･5 | [ § 4 ]          |
| 出典                                       | 1. 2. 3. 4.                                                         | 1. 2. 3. 4.                         | 1. 2. 3. 4.                         | 1. 2. 3. 4.      |

- 母の半姉の孫に2015年のクリテリウムドサンクルー勝ち馬Robin of Navan[97]、いとこ（母の半姉の仔）に2018年のマルセルブサック賞勝ち馬Lily's Candle[98]がいる。